# Ipodoryctes andreii
Ipodoryctes andreii är en stekelart som beskrevs av Sergey A. Belokobylskij 2001. Ipodoryctes andreii ingår i släktet Ipodoryctes och familjen bracksteklar. Inga underarter finns listade i Catalogue of Life.